# Т. А. Раззак
Т. А. Раззак (малаял. ടി.എ. റസാക്ക്; 25 апреля 1958, Тураккал, Керала – 15 августа 2016, Коччи, Керала) — индийский сценарист, работавший в киноиндустрии на языке малаялам. Написал сценарии, диалоги или сюжет к порядка 30 фильмам. Четырёхкратный лауреат Kerala State Film Award.

## Биография
Т. А. Раззак родился 25 апреля 1958 года в местечке Турракал неподалёку от Кондотти в округе Малапурам штата Керала в семье Т. А. Баппу и Вазаил Хадиджи.
Его младший брат Т. А. Шахид (1972—2013) также был сценаристом.
Со школьных дней участвовал в постановке пьес на сцене. Свою карьеру в кино начал в 1987 году с должности помощника режиссёра А. Т. Абу на съёмках фильма Dhwani.
Его первой работой как сценариста был фильм Ghoshayathra, однако Vishnulokam (1991), снятый по его сценарию режиссёром Камалом, вышел на экраны раньше.
В дальнейшем Раззак трижды выигрывал кинопремию штата Керала за лучший сюжет с фильмами Kaanaakkinaavu (1996), Aayirathil Oruvan (2002) и Perumazhakkalam (2004). Первый из них также принёс ему приз за лучший сценарий.
Среди других его известных работ — ленты Naadody (1992), Bhoomi Geetham (1993), Gazal и Karma (1995), Thalolam, Chithrashalabham и Sneham (1998), Saaphalyam (1999) и Uthaman (2001).
Последними фильмами в его карьере стали вышедшие в начале 2016 года Sukhamayirikkatte Реджи Прабхакарана и Moonnam Naal Njayarazhcha, в котором он впервые вступил в качестве режиссёра, а не сценариста.
Т. А. Раззак скончался 15 августа 2017 года в частном госпитале в Коччи, где провёл несколько недель из-за заболевания печени.